# Tibouchina pereirae
Tibouchina pereirae är en tvåhjärtbladig växtart som beskrevs av Alexander Curt Brade och Markgr.. Tibouchina pereirae ingår i släktet Tibouchina och familjen Melastomataceae. Inga underarter finns listade i Catalogue of Life.